# سانتیاگو ایکستایوتلا
سانتیاگو ایکستایوتلا (به اسپانیایی: Santiago Ixtayutla) یک منطقهٔ مسکونی در مکزیک است که در اوآخاکا واقع شده‌است.